# In het atelier
In het atelier (Engels: In the Studio) is een genrestuk van Michiel Sweerts in het Detroit Institute of Arts. Hij schilderde het in Rome in 1652.

## Totstandkoming
Sweerts was een Brusselse kunstenaar die naam maakte in Rome. Hij verschijnt er in 1646 in de bronnen, zonder dat eerder werk van hem bekend is. Ongetwijfeld zal hij hebben opgekeken naar zijn stadsgenoot Frans Duquesnoy (1597-1643), een kort voordien overleden beeldhouwer die een grote carrière had gemaakt in Rome. Zowel benoorden de Alpen als in Italië meende men dat hij erin geslaagd was het antieke beeldhouwersideaal volledig te realiseren. Het werk van Duquesnoy is te herkennen op verschillende schilderijen van Sweerts, maar voor In het atelier hebben kunsthistorici pas recent beseft dat de afgebeelde sculptuurfragmenten samen te voegen zijn tot Duquesnoy's Apollo en Cupido.

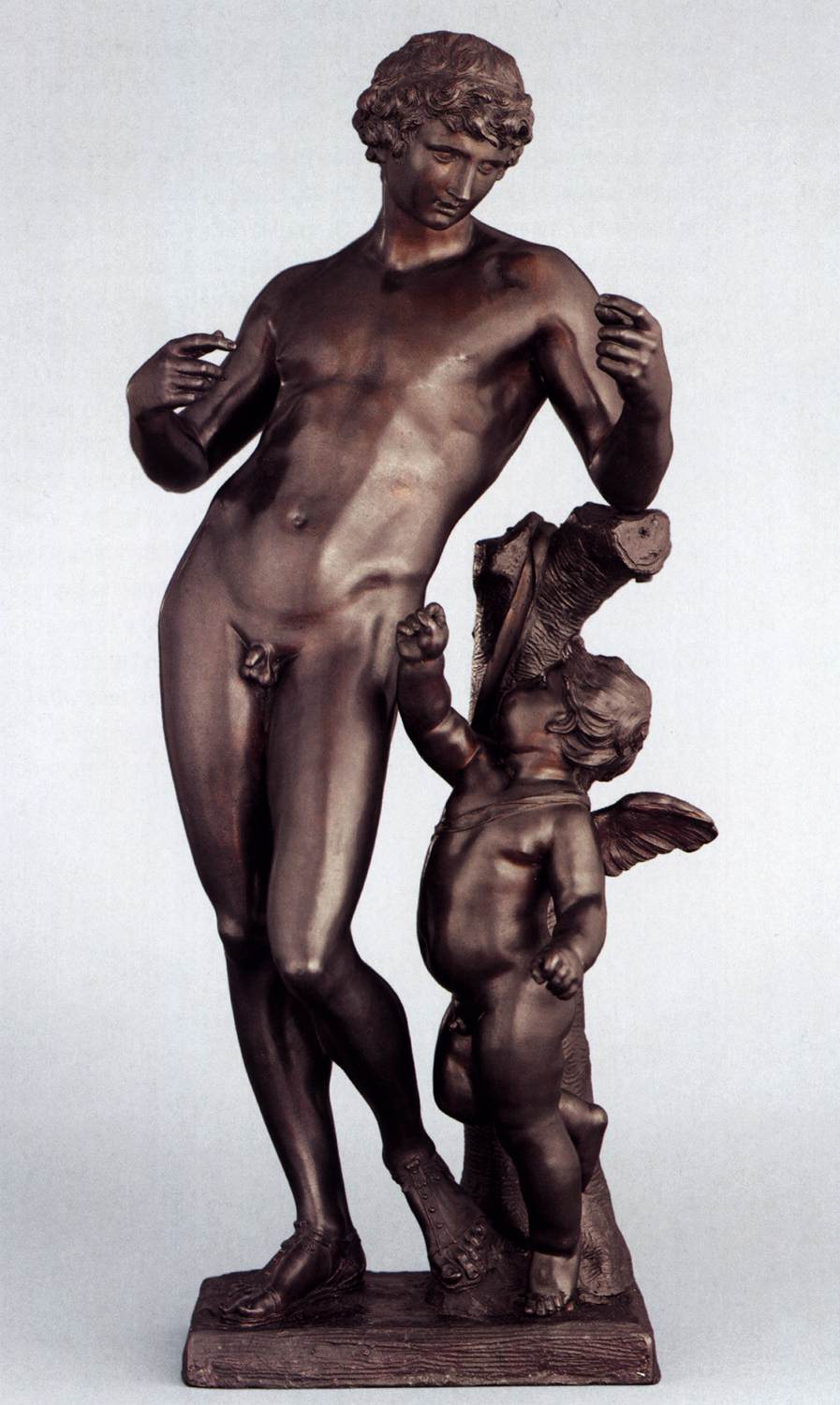
Apollo en Cupido van Frans Duquesnoy (ca. 1635-1640)

Sweerts moet toegang hebben gehad tot dit werk via een patroon zoals Camillo Pamphili (die een reliëf van Duquesnoy bezat) of via een bevriende kunstenaar als Louis Cousin (die de beeldhouwer nog opdrachten had laten uitvoeren). Het is niet uitgesloten dat Sweerts het originele brons heeft gezien, maar waarschijnlijker ging het om een gipsafgietsel of om het wassen model. In het Atelier is te lezen als een weergave van de schilderkundige ambities van Sweerts, op een manier die zowel blijk gaf van zijn bewondering voor als wedijver met Duquesnoy. Beide kunstenaars deelden een academisme dat de oudheid als ideaal vooropstelde. Het doek is gesigneerd en gedateerd: Michael Sweerts | fecit | Roma | A.D. 1652

## Voorstelling
Op het doek zien we een schilder, een bezoeker en een assistent in het atelier van de schilder. De schilder werd in zijn werk onderbroken door de modieus geklede bezoeker, die een cupido (zonder ledematen) oppakt van een tafel met gipsafgietsels van sculpturen. Terwijl hij het stuk aandachtig bestudeert, heeft hij geen ogen voor de schilder die naar de torso wijst, waar de cupido bij hoort. Rechts achter hen komt een assistent aanzetten met in zijn schort nog meer sculpturen. Veel van deze afgietsels zijn bestaande kunstwerken: de Apollo en Cupido van Duquesnoy (in fragmenten), alsook de antieke Juno Ludovisi en Juno Cesi. De jonge schilder heeft penselen en een palet vast, en ook de ezel achter hem laat er geen twijfel over bestaan dat we ons in een schildersatelier bevinden. Maar ook de andere kunsten zijn vertegenwoordigd: tegen een stoel met partituurboek leunt een chitarrone (tokkelinstrument), en op een kussen op de grond liggen een passer, een driehoek en andere instrumenten. Aan de achtermuur hangen vijf ingekaderde schilderijen waarvan we in het donker weinig kunnen zien, behalve een vage Madonna met Kind. Het licht valt diagonaal op de bezoeker en werpt dramatische schaduwen op de sculpturen. De koppen lijken haast levensechte blikken te werpen naar elkaar en naar de mensen. Onderaan de jas van de bezoeker, nauwelijks zichtbaar, zit een vlieg. Op een stuk papier dat over de tafel krult, heeft Sweerts het doek gesigneerd.

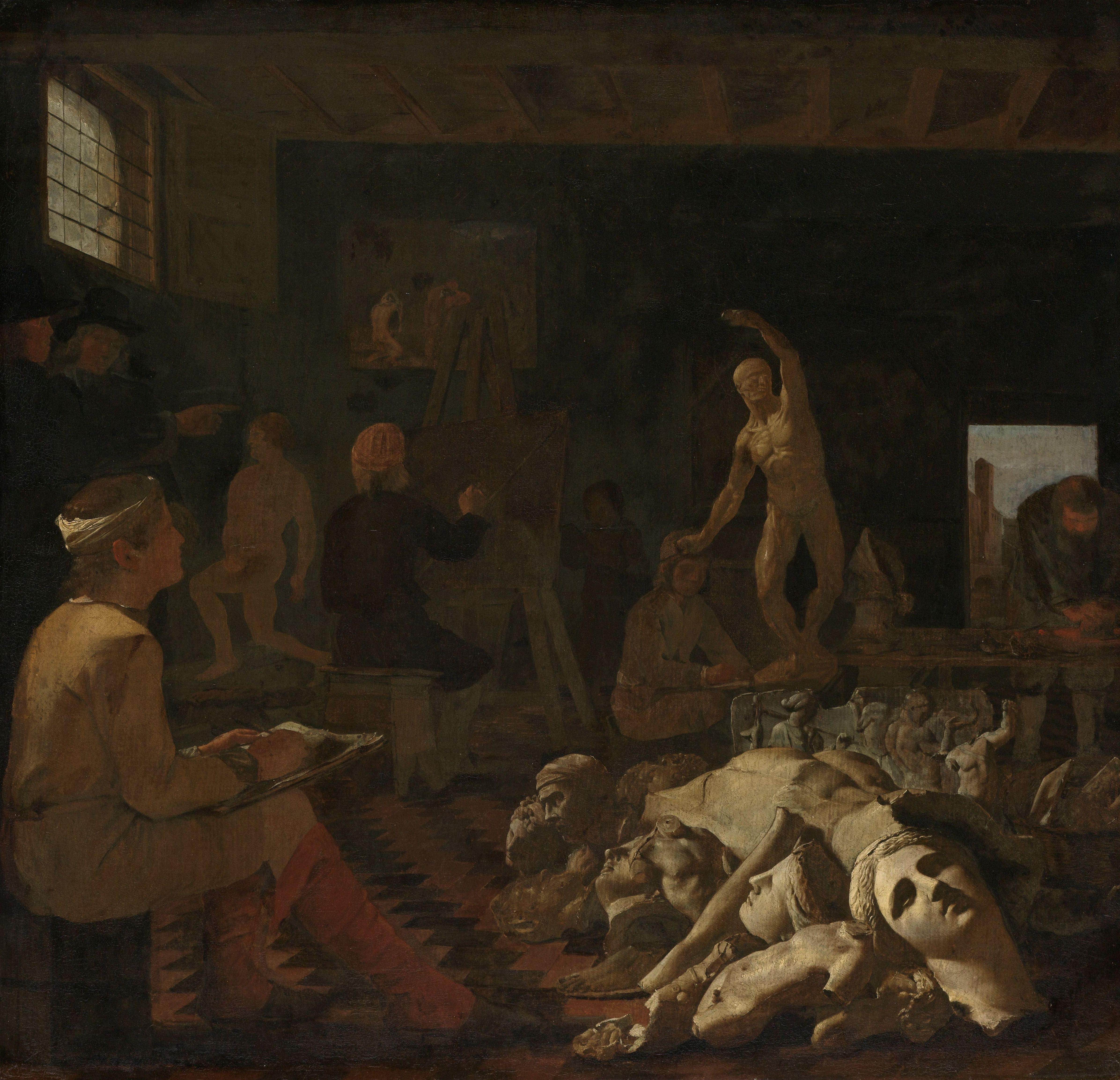
Een schilderatelier Michiel Sweerts, ca. 1646-1650 Amsterdam, Rijksmuseum
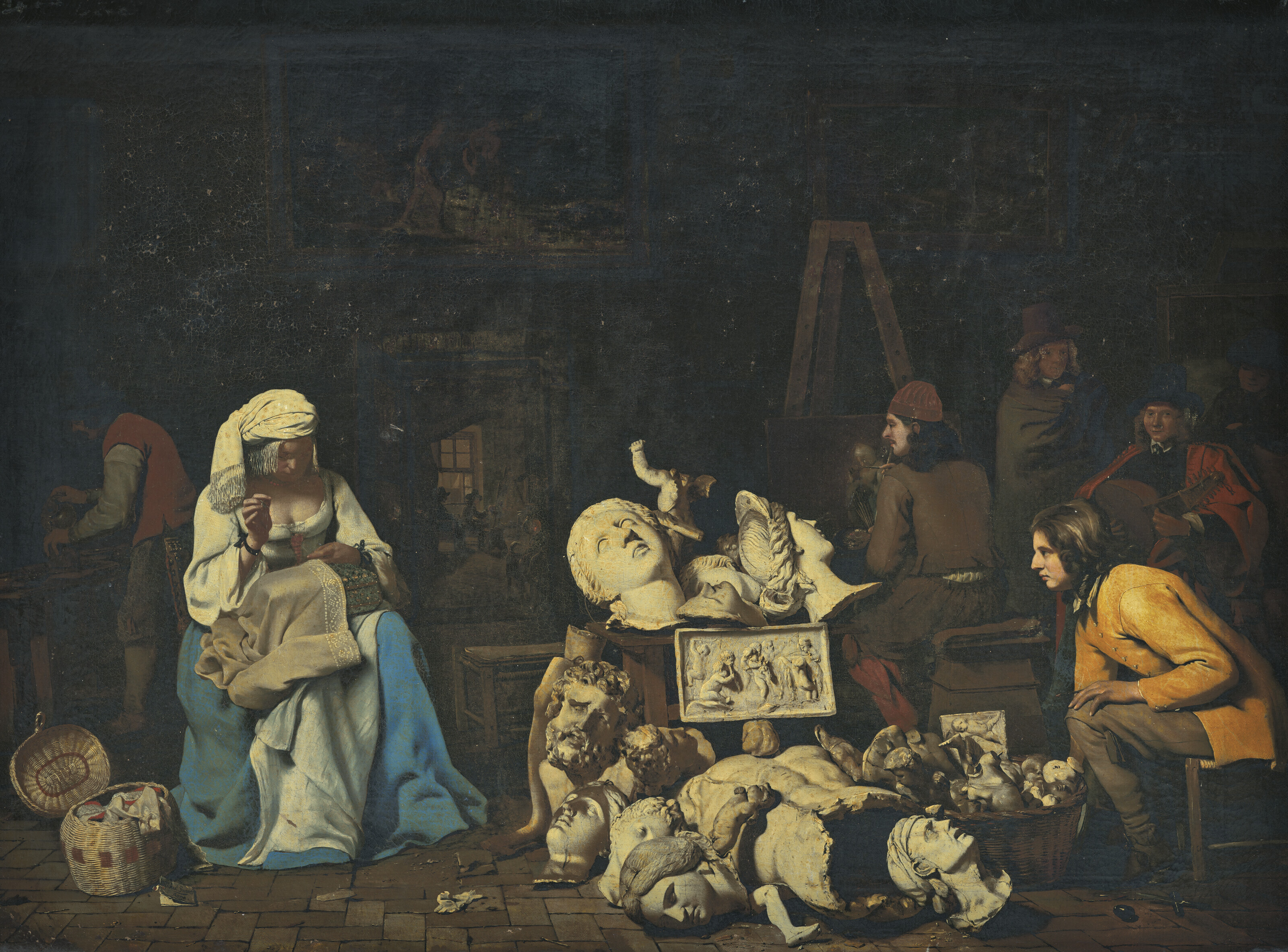
Kunstenaarsatelier met naaister Michiel Sweerts, ca. 1646-1649 Privécollectie

## Paragone en aemulatio
Het schilderij is geen weergave van Sweerts' atelier of zelfs van een ander atelier, al zal de schilder wel geput hebben uit zijn ervaring met Romeinse werkplaatsen. Het bevat ook geen zelfportret. Wat het wel is, is een werk waarin Sweerts zijn waarden, programma en aspiraties als kunstenaar uiteenzet. Hij toont zich een aanhanger van de classiciserende ideeën die rondwaarden in academische en intellectuele kringen te Rome. Kunstenaars moeten zich richten op antieke voorbeelden en deze emuleren, d.w.z. navolgen om te overtreffen. Hij neemt ook deel aan de paragone en wil bewijzen dat de schilderkunst meer vermag dan de beeldhouwkunst. Daartoe meet hij zich meer specifiek met de uitmuntende Frans Duquesnoy, voor wie hij veel bewondering had. Door diens bronzen Apollo en Cupido weer te geven als afgietsel tussen antieke afgietsels, gefragmenteerd en zonder ledematen, plaatst hij al deze sculpturen op gelijke voet en suggereert hij dat Duquesnoy zijn ideaal had bereikt. Tegelijk toont hij dat de schilderkunst niet moet onderdoen. Het contrapost van Duquesnoy's Apollobeeld wordt gespiegeld door de houding van de bezoeker die het vast heeft. Deze antieke vorm beheers ik ook, zegt de schilder. De gracieuze contouren van de sculpturen worden perfect weergegeven en de spieren van de torso zijn nog meer gearticuleerd dan het origineel. Ook met licht-en-schaduweffecten probeert hij levensechter te zijn dan het brons. Als ultieme wapen wordt trompe-l'œil ingezet. Hij signeert op het krullende papier en de vlieg toont dat de schilderkunst elk soort wezen kan afbeelden, terwijl ze daarenboven refereert aan klassieke anekdotes over illusionisme, zoals de wedstrijd druiven schilderen van Zeuxis en Parrhasios, beschreven in Filostratos' Eikones. Sweerts toont dat hij in staat is de beeldhouwkunst van Duquesnoy te imiteren, te transformeren en te overtreffen.

## Provenance
De gebroeders Deutz uit Amsterdam bezaten veel werk van Sweerts. Op een inventaris van Joseph Deutz is Een Schilders-academetje vermeld "In't Purpere groot Salet" van zijn woning op de Herengracht (tegenwoordig nr. 450). Mogelijk was dit In het atelier, maar Sweerts heeft meerdere kunstenaarsateliers geschilderd. In 1833 is het doek geveild in Londen en in 1930 is het aangekocht door het Detroit Institute of Arts.

## Voetnoten
1. ↑  Dat gebeurde door Thomas Döring: "Belebte Skulpturen bei Michael Sweerts: Zur Rezeptionsgeschichte eines vergessenen pseudo-antiken Ausdruckskopfes" in: Wallraf-Richartz-Jahrbuch, 1994, p. 55-83
2. ↑  Jonathan Bikker, "The Deutz Brothers. Italian Paintings and Michiel Sweerts: New Information From Elisabeth Coymans's ‘Journael’" in: Simiolus, 1998, p. 310. DOI:10.2307/3780847